# 西尾忠宝
西尾 忠宝（にしお ただとみ）は、江戸時代後期の遠江国横須賀藩の世嗣。官位は右京亮、山城守。

## 略歴
5代藩主・西尾忠善の長男として誕生。室は牧野忠精の娘。子に大関増裕（三男）。
横須賀藩嫡子として生まれるが、文政9年（1826年）に廃嫡された。代わって、弟・忠固が嫡子となった。天保12年（1841年）に没した。